# The Long Weekend
The Long Weekend é um filme britânico-canado-estadunidense de 2005 dirigido por Pat Holden.

## Sinopse
Cooper é um ator que vê a vida como uma grande festa, enquanto que Ed está estudando publicidade e leva a vida muito a sério. Quando Ed fica estudando para passar na faculdade, Cooper vai atrás de mulheres para o seu irmão, assim uma longa semana de estudo e belas mulheres na casa de Ed.

## Elenco
- Chris Klein — Cooper Waxman
- Brendan Fehr — Ed Waxman
- Chelan Simmons - Susie
- Paul Campbell — Roger
- Chandra West — Kim
- Cobie Smulders — Ellen